# Pascal Collasse
Pascal Collasse (o Colasse) (Reims, 22 de enero de 1649 – Versalles, 17 de julio de 1709) fue un músico y compositor francés.
Fue monaguillo en París, en la Iglesia de St. Paul, y, luego de realizar estudios en el Collège de Navarre, se hizo aprendiz de música de Jean-Baptiste Lully. Luego de un tiempo se convirtió en el discípulo favorito de Lully, al punto de que en los últimos años lo empleó para completar intermedios de algunas óperas y secciones de bajo continuo. En 1677 tuvo éxito como percusionista de ópera. Recibió en 1683 el cargo de sub-maestro de la Capilla Real, y fue nombrado en 1696 tras la muerte de Lambert, maestro de música, compositor de música de cámara y compositor de capilla. En 1708 termina sus servicios con la capilla, quedando sólo con los de cámara. En sus últimos años se vio afectado por una aparente demencia. En 1689 se había casado con una hija de la diseñadora Berain.
Évrard Titon du Tillet escribió a su muerte: «El maestro de música de la cámara y la capilla del Rey murió en Versalles en el mes de diciembre de 1709 alrededor de los setenta años. Fue un discípulo afamado de Lully, a quien a menudo ayudó a cubrir los intermedios y los coros en algunas óperas. Las lecciones de su maestro le hicieron muy buen músico, capaz de componer, como en Achille et Polyxène cuyo primer acto es de Lully, que se estrenó en 1688. Thétis et Pelée fue una tragédie en musique compuesta en 1689 por el mismo Collasse; de ahí en adelante compuso otras como Énée et Lavinie, en 1691; Astrée, en 1691; Saisons, ballet en cuatro entradas, en 1695. Jason, ou la Toison d’or, en 1696; La Naissance de Vénus, en 1696; Canente, en 1700; o Polixène et Pirrhus, en 1706. Sin embargo, a pesar de todas estas composiciones, ninguna ha tenido éxito, salvo Thétis et Pelée, por cuya belleza debemos considerarla su obra maestra, en la que se perciben méritos de la fecundidad de su genio. Collasse se ha ganado reputación con varios motetes que hizo cantar en la Capilla del Rey durante veintiséis años, con algunos himnos, y piezas de poesía. Hubiéramos tenido más obras más de este músico si hubiera trabajado con más cuidado y no se hubiera dejado llevar por la pasión enferma en busca del conocimiento de la gran obra, pues este sistema fue su ruina y debilitó su salud. En 1708 renunció como maestro de música en la capilla del Rey, y murió un año después».

## Obras
- Achille et Polyxène, tragédie lyrique, (obertura y acto I por Jean-Baptiste Lully) 1687.
- Thétis et Pelée, tragédie lyrique, 1689.
- Enée et Lavinie, tragédie lyrique, 1691.
- Astrée, tragédie lyrique, 1691.
- Les saisons, opéra-ballet, 1695.
- La naissance de Vénus, 1696.
- Jason ou La toison d’or, tragédie lyrique, 1696.
- Canente, tragédie lyrique, 1700.
- Polyxène et Pirrhus, tragédie lyrique, 1706.